# 魏稼
魏 稼(ぎ か、1933年 - 2020年4月29日)は、中華人民共和国の医師、学者。専門は中医師の鍼灸で、特に鍼分野に強く著作は中国医学生の教科書に採択された。また、政府委員を始め複数の公職に就いていた。

## 概要
1933年中国江西省九江市都昌県生まれ。江西中医進修学校、南京中医学院を卒業。針灸学者で名医と呼ばれた趙爾康および徐少廷に針灸を学ぶ。
江西中医学院教授、中華人民共和国衛生部医学科学委員会常任委員、(中国)全国針灸学会常務理事、(中国)全国針灸文献研究会理事長、香港中国針灸協会名誉顧問、英国福生針灸薬物学院顧問。
代表著作『中国鍼灸各家学説』では古代からの針灸医を整理し、流派別に分類した。また、この著作をまとめる際に古来の針灸医は、ほとんどが自らの流派名を名乗らなかったため、魏稼自らが各流派の名称を考案して名づけた。同著は、衛生部(日本の厚生労働省に相当)によって1982年に高等中医院校の教科書に採択され。翌1983年に高等医薬院校教材としてとりまとまれた。
『中国鍼灸各家学説』を含む1983年の高等医薬院校教材は「西洋医学が導入されるとともに，中医は「非科学的」というレッテルを貼られ，排斥の対象にされた長い苦難の歴史」「中医は古い文化の残渣として排斥された。老中医たちは「妖怪変化」とみなされて労働改造を強いられた。」との中で「文革後に復活した老中医たちが指導して編纂，現在も最も信頼される教材。」とされている。

## 著作
日本語に翻訳された物
- 『中国鍼灸各家学説』(中国語原題『各家针灸学说』上海科学技術出版社)　東洋学術出版社 2003　監訳 佐藤実 翻訳 浅川要、加藤恒夫、佐藤実、林敏

中国語での出版物
- 針灸流派概論 人民衛生出版社 2010[4]
- 千金針灸臨床類編 上海中医薬大学出版社 2003 [5]

他多数